# Raotintsé
Raotintsé (en macédonien Раотинце) est un village du nord-ouest de la Macédoine du Nord, situé dans la municipalité de Yégounovtsé. Le village comptait 565 habitants en 2002.

## Démographie
Lors du recensement de 2002, le village comptait :
- Macédoniens : 559
- Albanais : 4
- Serbes : 1
- Autres : 1